# Nieuwe Wetering
Nieuwe Wetering est un village dans la commune néerlandaise de Kaag en Braassem, dans la province de la Hollande-Méridionale. Le 1er janvier 2006, le village comptait 676 habitants.